# On the Brink of Ruin
On the Brink of Ruin è un cortometraggio muto del 1913 prodotto dalla Kalem e diretto da George Melford.

## Produzione
Il film, prodotto dalla Kalem Company, venne girato in California, a Glendale.

## Distribuzione
Distribuito dalla General Film Company, il film - un cortometraggio di una bobina - uscì nelle sale cinematografiche statunitensi il 21 giugno 1913.